# Proragrotis
Proragrotis là một chi bướm đêm thuộc họ Noctuidae, hiện tại nó được coi là đồng nghĩa của Dichagyris.

## Former species
- Proragrotis dubitata McDunnough, 1933
- Proragrotis longidens (Smith, 1890)